# Синан Эрдем Даум
Синан-Эрдем-доум (тур. Sinan Erdem Olimpik Spor Salonu) — крытая арена в европейской части Стамбула.
Вмещает 22500 зрителей для концертов и 16000 для спорта (например, баскетбола). Арена названа в честь Синана Эрдема (1927—2003), который был президентом Национального олимпийского комитета Турции с 1989 года вплоть до своей смерти в 2003 году.

## Основные события
Синан Эрдем принимал чемпионат мира по баскетболу 2010, 9-й Международный симпозиум по исследованию трудов Саида Нурси 2010, чемпионат мира по борьбе 2011, чемпионат мира по лёгкой атлетике в помещении 2012, чемпионат мира по плаванию на короткой воде 2012 и Sony Ericsson Championships 2011—2013.
В дворце спорта пройдёт Финал четырёх Евролиги 2017 и финальная часть Евробаскета 2017.
| Самые большие залы Европы | Самые большие залы Европы | Самые большие залы Европы |
| Имя                       | Страна                    | Вместительность           |
| ------------------------- | ------------------------- | ------------------------- |
| СКК «Петербургский»       | Россия                    | 25.000                    |
| Синан Эрдем Даум          | Турция                    | 22.500                    |
| Мерксем                   | Бельгия                   | 21.000                    |
| Кёльн Арена               | Германия                  | 20.000                    |
| Београдска арена          | Сербия                    | 19.982*                   |